# アデルスティーン・ノーマン
アデルスティーン・ノーマン（Adelsteen Normann, 1848年5月1日 - 1918年12月26日）は、ノルウェー出身で、ドイツのベルリンで活動した画家。

## 生涯
1848年、ノルウェー西岸の町Bodinで生まれた。ノルウェーで教育を受けた後、商業の教育をうけるためにコペンハーゲンを訪れ、美術館で強い印象を受け画家になる決意をした。1869年から1873年までドイツのデュッセルドルフ美術アカデミーに入学し風景画家のオスヴァルト・アッヒェンバッハに学んだ。エストニアの画家オイゲン・デュッカーにも師事した。1872年にデュッセルドルフとコペンハーゲンの展覧会に初めて絵画を出展した。1873年にはウィーン万国博覧会の展覧会にも出展した。1873年に、結婚して、デュッセルドルフで暮らした。
1883年から、ベルリンに移った。ベルリンのほか、デュッセルドルフ、ロンドン、ミュンヘン、パリ、ウィーンなどで展覧会を開いた。彼の作品のほとんどは風景画で、ノルウェーのフィヨルドを描いたものが多い。
1892年、同郷の画家エドヴァルド・ムンクに、ベルリンでの展覧会の開催を勧め、ベルリン芸術家協会の委員として招待状を送った。しかし、ベルリンでムンクの作品は激しい賛否両論を巻き起こし、協会分裂のきっかけとなった。
1917年に健康上の理由でノルウェーに戻り、闘病の末、1918年、死去した。生誕地のBodinには、彼のための美術館が建てられて、作品を展示している。

## 作品
ノーマンの作品は、ベルゲン、シンシナティ、ケルン、ドレスデン、リーズ、リバプール、ストックホルムなどの美術館に収蔵されている。
- 『フィヨルドの眺め』
- Sognefjord
- Farm at Esefjord
- Trollfjord in Lofoten near Vesterålen